# Kepler-14
Désignations
Kepler-14 est une étoile binaire située à environ ∼ 3 200 a.l. (∼ 981 pc) du Système solaire, dans la constellation de la Lyre. Les deux composantes de ce système binaire sont deux étoiles distantes l'une de l'autre d'au moins 280 UA et orbitant l'une autour de l'autre en 2 800 ans environ. Trop proches l'une de l'autre pour pouvoir être étudiées séparément, leurs propriétés résultantes ont été analysées ensemble et correspondent à un astre unique de 1,512 masse solaire et 2,048 rayons solaires de type spectral F et ayant une température effective de 6 395 K.

## Système planétaire
| Planète     | Masse  | Demi-grand axe (ua) | Période orbitale (jours) | Excentricité | Inclinaison | Rayon   |
| ----------- | ------ | ------------------- | ------------------------ | ------------ | ----------- | ------- |
| Kepler-14 b | 8,4 MJ |                     | 6,790 123                | 0,035        |             | 1,14 RJ |

Kepler-14 b, une exoplanète de type Jupiter chaud, est détectée au printemps 2011 autour de Kepler-14 : cette planète, d'une masse de 8,4 masses joviennes pour une taille de 1,14 rayon jovien — soit une masse volumique d'environ 7,1 g·cm-3 — orbiterait en un peu moins de 6,8 jours à environ 0,078 UA de son étoile parente, avec une excentricité orbitale de l'ordre de 0,035.